# Marta Abreu

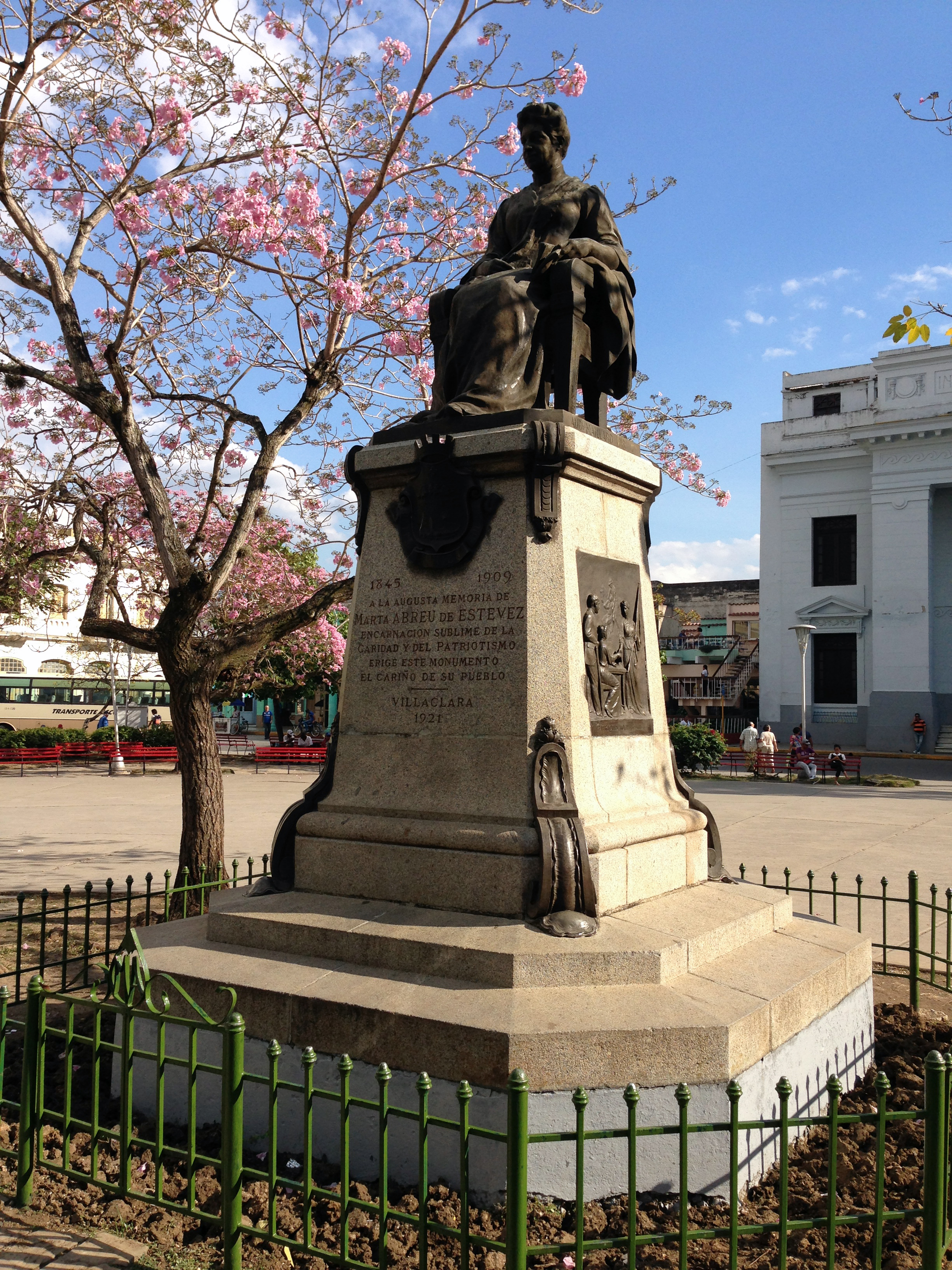
Tượng Marta Abreu ở Công viên Vidal

Marta Abreu de Estévez (13 tháng 11 năm 1845 - 2 tháng 1 năm 1909) là một trong những nhân vật có ảnh hưởng nhất trong thời gian của bà ở miền trung Cuba, đặc biệt là ở thành phố bà được sinh ra và tỉnh Santa Clara. Với sự giúp đỡ thường xuyên của mình dành cho những người nghèo, những đóng góp của bà cho thành phố và cuộc chiến giành độc lập, bà đã giành được danh hiệu là nhà hảo tâm vĩ đại.

## Tiểu sử
Sự giàu có của bà đã cho phép Marta Abreu đi du lịch Châu Âu và Hoa Kỳ từ khi còn rất trẻ, điều đó giúp bà tiếp xúc với các nhân vật quan trọng của thời đại và cho phép bà đánh giá cao sự khác biệt giữa hầu hết các quốc gia phát triển và của chính mình, và nhận ra người Cuba khó khăn đến mức nào, đặc biệt tại các thành phố và thị trấn nhỏ nội địa. Bà kết hôn với Luis Estévez y Romero, một luật sư  và giáo sư đại học  từ Havana, người cũng là người dành cuộc đời của mình cho sự nghiệp độc lập và người giúp đỡ những người nghèo; trong thời gian này cho phép Marta thực hiện ước mơ từ thiện của mình. Bà qua đời tại nhà riêng ở Paris, sau khi chuyển đến châu Âu vì sức khỏe yếu của chồng.

## Di sản của bà ấy
- Teatro La Caridad (Nhà hát Caridad) mà bà đã xây dựng và quyên góp cho thành phố để thu tiền cho các khoản đóng góp tiếp theo.[4]
- Asilo de Ancianos (Nhà của người già) dành cho người chăm sóc người cao tuổi.
- Asilo San Vicente de Paul Asylum San Vicente de Paúl dành cho người nghèo và vô gia cư.
- El Amparo (Nơi trú ẩn) một nơi trú ẩn khác cho người nghèo.
- Trường El Gran Cervantes (The Great Cervantes) dành cho trẻ em da đen.
- Trường Buen Viaje.
- Trường San Pedro Nolasco.
- Trường Santa Rosalía.
- Trạm thời tiết Santa Clara mà bà tặng với tất cả các dụng cụ và tài liệu khoa học.
- Khu phố lính cứu hỏa Santa Clara.
- Nhà máy điện Santa Clara.
- Ga xe lửa Santa Clara.
- Nhà máy khí tỉnh Villa Clara.
- Ba trạm giặt công cộng bên sông Belico.

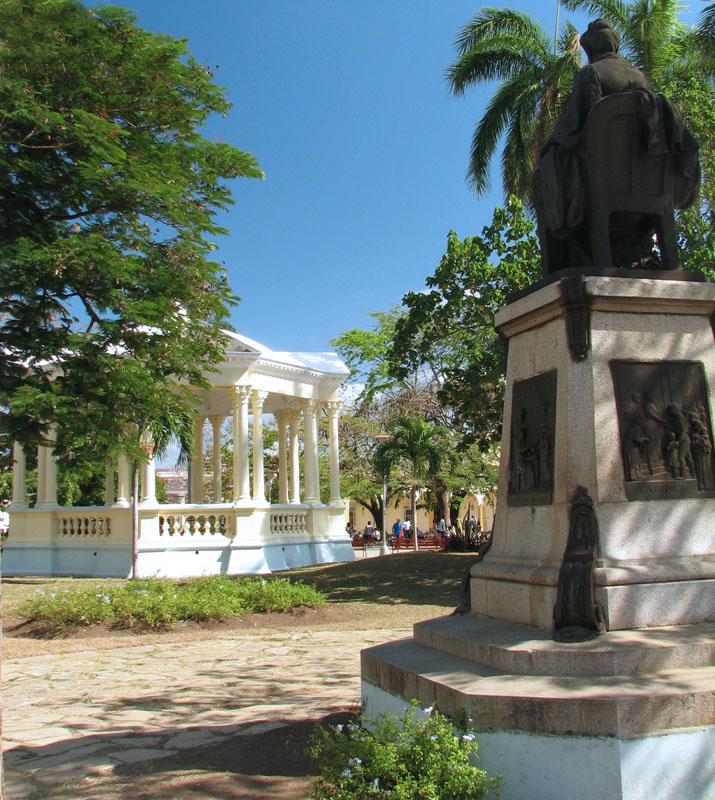
Bức tượng đồng.
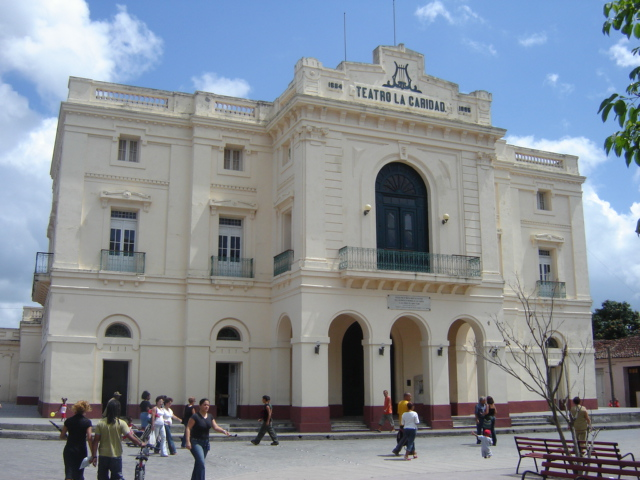
Sự quyên góp nổi bật nhất của Marta, Nhà hát Caridad.
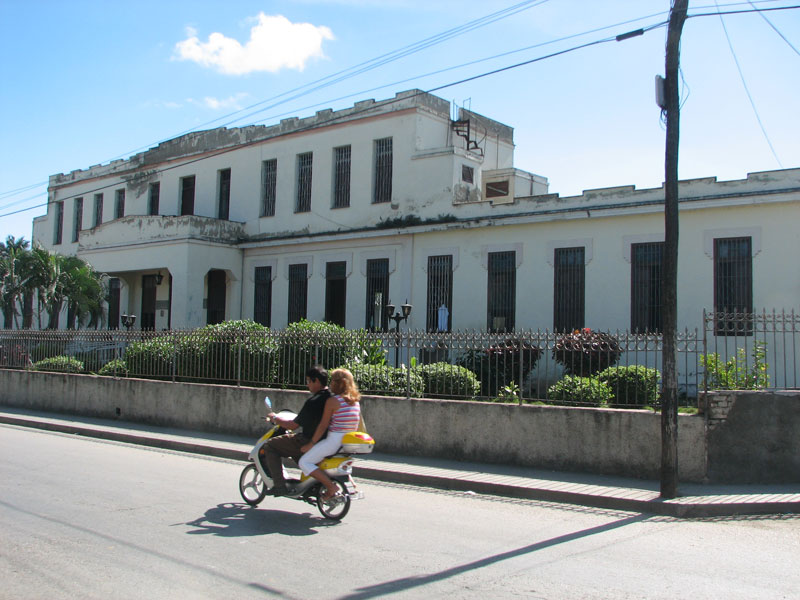
Nhà cũ của người già.
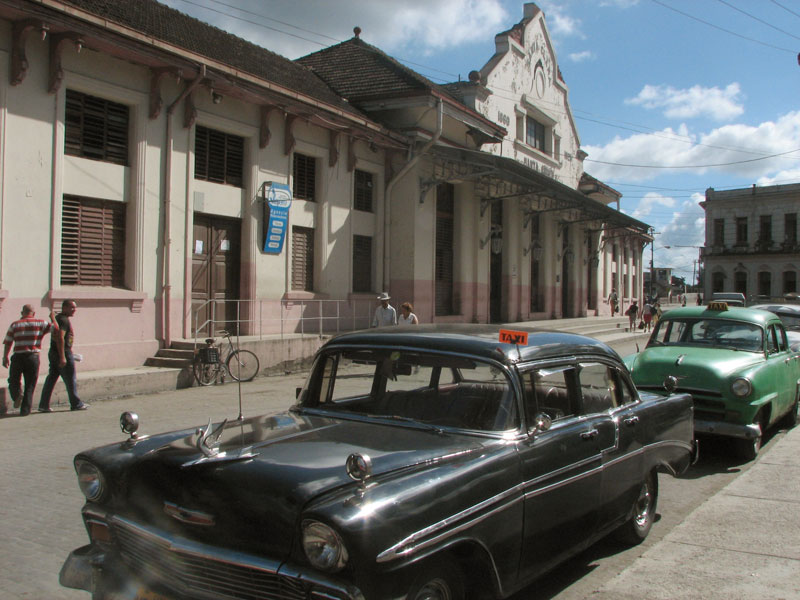
Ga xe lửa.
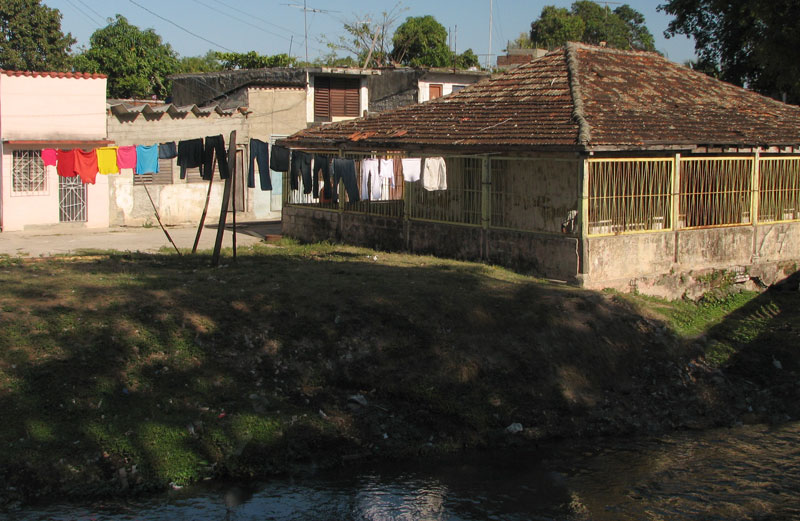
Trạm giặt công cộng ở sông Bélico bên đường Trung tâm.
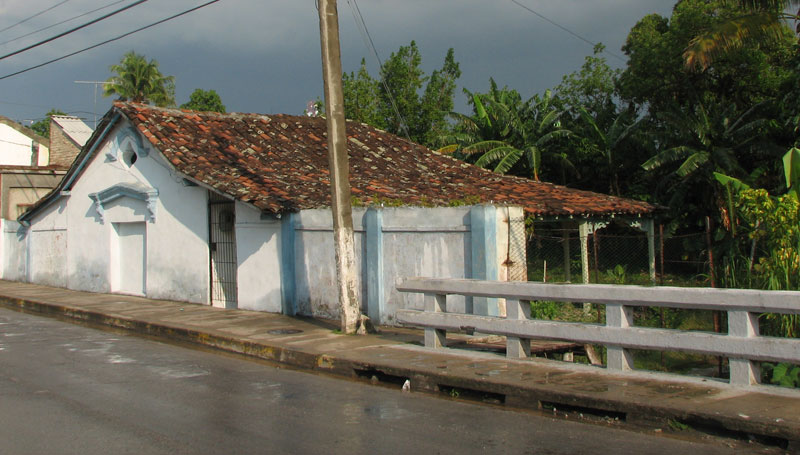
Trạm giặt công cộng ở sông Bélico bên đường Martí (ngày nay là một nhà hát nhỏ).
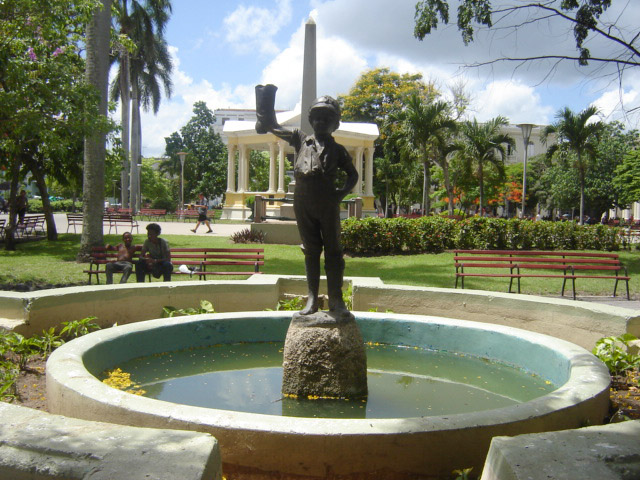
Giữa vọng lâu và trẻ em với bức tượng khởi động, một chiếc obelisk dành riêng cho Marta cho những người sáng lập thành phố.

## Tưởng nhớ Marta
Đại học Santa Clara được đặt theo tên của bà. Một bức tượng Marta bằng đồng trên ghế ngồi ở Công viên Vidal.
Một căn phòng được đặt tên và dành riêng cho bà ấy, có thể được nhìn thấy trong phòng trưng bày nghệ thuật và bảo tàng nhà ở Casa de la Ciudad. Vào năm 1947, Cuba đã xuất bản bốn con tem để kỷ niệm một trăm năm ngày sinh của bà (1845)

## liên kết ngoài
Tư liệu liên quan tới Marta Abreu tại Wikimedia Commons